# UFC 57
UFC 57: Liddell vs. Couture III foi um evento de artes marciais mistas promovido pelo Ultimate Fighting Championship, ocorrido em 4 de fevereiro de 2006 no Mandalay Bay Events Center em Paradise, Nevada. A luta principal foi a terceira luta entre Chuck Liddell e Randy Couture, pelo Cinturão Meio-Pesado do UFC.

## Resultados
Nota 1 Pelo Cinturão Meio Pesado do UFC.

Nota 2 Sakara perdeu um ponto por causa de uma cotovelada desferida verticalmente na cabeça de Elvis Sinosic.

## Ligações Externas
- Página oficial do UFC

1. ↑  Nota 1
2. ↑  Nota 2